# Norma Patiño
Norma Patiño (Ciudad de México) es una fotógrafa, profesora e investigadora mexicana. Su trabajo se centra en la fotografía documental y de retrato, así como en proyectos comunitarios y activistas en contra la violencia de género.

## Biografía
Es egresada de la carrera de diseño gráfico por la Universidad Nacional Autónoma de México. Estudió una maestría en historiografía y un doctorado en diseño y estudios urbanos, ambos por la Universidad Autónoma Metropolitana. Además, realizó estudios de fotografía y fotorreportaje en la Universidad del Claustro de Sor Juana.
En 2018, comenzó a retratar a diferentes artistas visuales, cineastas, periodistas culturales, fotógrafas, investigadoras, académicas, mujeres indígenas y activistas feministas que han denunciado la violencia de género con el objetivo de visibilizar sus vivencias. Ha realizado trabajos relacionados con el deterioro de la naturaleza, así como proyectos artísticos y comunitarios en San Pedro Huamelula, Oaxaca.

## Estilo artístico
Su trabajo explora los motivos, las luchas, las trayectorias y las problemáticas personales de cada una de sus retratados. Además, combina diferentes técnicas visuales, textiles, fotográficas, entre otras, para crear libros de artista que abordan distintas temáticas.

## Exposiciones
Ha expuesto de manera individual y colectiva en diversas ciudades, entre las que se encuentran:
- Insurrectas, Museo Archivo de la Fotografía (2025)
- Miradas y aleteos, Museo Archivo de la Fotografía (2024)
- Mujeres por mujeres, Casa del Tiempo (2022)
- La manta de la curación, Centro Cultural Antiguo Colegio Jesuita (2022)
- Mujeres. Historias que también importan, Red Foto México (2019)
- Mujheroes (r)evolucionando, en España (2017)
- Diversidad Metropolitana, en Costa Rica (2017)

## Publicaciones
Publicó, coordinó y colaboró en títulos como: Las costumbres del rostro (2001) y Diálogos de la mirada, retratos de Norma Patiño (2015). Además, sus fotografías se han publicado en diversas publicaciones, de entre los que destacan Sábado, suplemento de Unomásuno, La Jornada Semanal y Reforma.

## Referencia
1. 1 2 3  «Dra. María Norma Patiño Navarro». Dirección de Apoyo a la Investigación.
2. 1 2  «Norma Patiño - Detalle del autor - Enciclopedia de la Literatura en México - FLM». www.elem.mx. Consultado el 29 de julio de 2025.
3. ↑  Oviedo, Armando (15 de diciembre de 2024). «Los rastros del rostro: las fotos de Norma Patiño». Paralelo24 (en inglés estadounidense). Consultado el 29 de julio de 2025.
4. 1 2  Salazar, Norma (10 de agosto de 2022). «La tierra ensombrecida. Entrevista a la fotógrafa Norma Patiño. Primera parte.». Lectambulos. Consultado el 29 de julio de 2025.
5. 1 2  «Mujeres por mujeres, una reflexión sobre la violencia que padecen desde hace siglos». Trasfondo Noticias. 2 de septiembre de 2022. Consultado el 29 de julio de 2025.
6. 1 2  «Mujeres por mujeres | Norma Patiño». Casa del Tiempo. Consultado el 29 de julio de 2025.
7. 1 2  México, Secretaría de Cultura de la Ciudad de. «LLEGA “MIRADAS Y ALETEOS” DE NORMA PATIÑO AL MUSEO ARCHIVO DE LA FOTOGRAFÍA COMO DENUNCIA CONTRA LA VIOLENCIA DE GÉNERO». Secretaría de Cultura de la Ciudad de México. Consultado el 29 de julio de 2025.

- Datos: Q94362703